# Dompierre-sur-Authie
Dompierre-sur-Authie (picardisch: Dompierre-su-Eutie) ist eine nordfranzösische Gemeinde mit 423 Einwohnern (Stand 1. Januar 2022) im Département Somme in der Region Hauts-de-France. Die Gemeinde liegt im Arrondissement Abbeville und ist Teil der Communauté de communes Ponthieu-Marquenterre und des Kantons Rue.

## Geographie
Das Gemeindegebiet erstreckt sich an beiden Ufern des Flusses Authie mit den Ortsteilen Rapéchy am nördlichen Ufer, Voisin am südlichen Ufer oberhalb des Ortszentrums und Le Hamel an der Grenze zur Nachbargemeinde Ponches-Estruval, wo ein Abschnitt der Chaussée Brunehaut auf den Authie trifft. Im Süden des Gemeindegebiets liegt der Weiler Wadicourt. Bis 1951 war der Ort Endpunkt einer Meterspurbahn des Réseau des Bains de Mer, die von Abbeville kam. Das Gemeindegebiet liegt im Regionalen Naturpark Baie de Somme Picardie Maritime.

## Einwohner
| 1962 | 1968 | 1975 | 1982 | 1990 | 1999 | 2006 | 2011 |
| ---- | ---- | ---- | ---- | ---- | ---- | ---- | ---- |
| 611  | 578  | 559  | 526  | 436  | 404  | 411  | 419  |

## Verwaltung
Bürgermeister (maire) ist seit 1995 Philippe Padieu.

## Sehenswürdigkeiten
- Schloss aus dem 16./17. Jahrhundert, 1926 als Monument historique eingetragen[1]
- Schloss aus dem 18. Jahrhundert, 1965 als Monument historique eingetragen[2]